# Guindaille
Guindaille est un belgicisme qui est utilisé pour désigner diverses activités festives estudiantines dont le point commun est la consommation de bière et les chansons estudiantines.

## Différences
Peuvent être distingués :
- guindaille, désigne originellement un texte humoristique voire pamphlétaire utilisant des calembours, jeux de mots, contrepèteries et présenté par un étudiant devant une assemblée de ses pairs ;
- guindaille, le fait de fréquenter en groupe restreint des débits de boisson, avec de fortes consommations. Guindailler, c'est se livrer à la guindaille. Le ou la guindailleur-euse, c'est celui ou celle qui se livre à la guindaille ;
- guindaille, l'activité des comités de baptême estudiantin (bizutage) issus des facultés universitaires ou d'écoles supérieures, ou des ordres indépendants. Célébrations diverses et chansons à boire ;
- guindaille, de grandes manifestations collectives et folkloriques, organisées sur le site d'une université : voir festivités estudiantines en Belgique.

## Origine
Son étymologie est floue, comme celle de beaucoup de mots venant de l'argot estudiantin. Son utilisation écrite la plus ancienne date de 1882, dans le livre Thérèse Monique de Camille Lemonnier qui voulait déjà dire « réunion joyeuse, beuverie ». Des sources disent que le terme vient du mot wallon godaille, venant lui-même du bas-francique goed ale, qui aurait été influencé par le terme wallo-picard guinse signifiant également « beuverie ». D'autres sources évoquent le mot guindal qui était un « verre à boire », attesté en 1844 et figurant dans l'argot des bouchers en 1887. « Faire guidal » se traduisait par « trinquer » dans l'argot des étudiants en 1882. On y aurait rajouté le suffixe -aille donnant un sens péjoratif au mot.

## Guindaille et promotion commerciale de produits alcoolisés
L'À-fond, le fait de boire sa bière en une seule fois, est associé à ces guindailles, qui peuvent devenir des moments de grande consommation d'alcools. Les brasseurs et autres marchands d'alcool ont quelquefois été tentés d'utiliser ce folklore étudiant pour promouvoir leurs produits.

## Sources
- Daniel Blampain, Le français en Belgique : Une communauté, une langue, p. 353,  éd. De Boeck Supérieur, 1997,  (ISBN 2801111260).
- Willy Bal, Belgicismes : inventaire des particularités lexicales du français en Belgique, p. 75,   éd. De Boeck Supérieur, 1994,  (ISBN 2801110833).
- Georges Lebouc, Dictionnaire de belgicismes, p. 334,  éd. Lannoo Uitgeverij, 2006,  (ISBN 287386477X).
- Bernard Dubrulle, Petit Futé Wallonie : L'Ardenne et bien plus, p. 36,  éd. Petit Futé, 2007,  (ISBN 2746919753).